# Malaysian Shuffle
Il Malaysian Shuffle è uno stile di ballo nato differenziandosi dal Melbourne Shuffle. Esso prevede il largo uso di una versione modificata del passo Running Man a discapito degli altri passi o step del Melbourne shuffle, raramente utilizzati e solo in una versione modificata e ridotta.